# Nikolaj Vasiljevič Věreščagin
Nikolaj Vasiljevič Věreščagin (rusky Никола́й Васильевич Верещагин) byl ruský vědec a průmyslník, žák Dmitrije Ivanoviče Mendělejeva. Zasloužil se o vývoj moderních mlékárenských provozů v Rusku po rolnické reformě v roce 1861. Je autorem receptury a technologie na přípravu másla s jemnou oříškovou příchutí, které se pod názvem Vologdské máslo zařadilo mezi proslulé kulinářské pojmy ruské kuchyně.

## Život a dílo
Narodil se v roce 1837 jako první z celkem čtyř bratrů v rodině šlechtického majitele půdy v Čerepovci. V duchu doby byli všichni bratři posláni na vojenská učiliště.  Alexandr Vasiljevič a Sergej Vasiljevič zemřeli v hodnosti generála, bratr Vasilij Vasiljevič Věreščagin dosáhl světového věhlasu jako malíř bitev a hrůz války. Malý Nikolaj však už jako chlapec neměl rád hony na divokou zvěř. Pozornost věnoval domácím zvířatům a zajímal se o hospodářství. Přesto byl v deseti letech zapsán do kadetní školy v Moskvě. V období Krymské války (1853–1856) sloužil na parním dělovém člunu u Kronštadtu a později mu bylo již jako námořnímu důstojníku umožněno studium přírodních věd v Petrohradu. Studium probíhalo v režimu, který bychom dnes označili jako individuální studium a mezi nejoblíbenější přednášky patřila chemie vyučovaná mladým a nadšeným Dmitrijem Ivanovičem Mendělejevem. V Petrohradu se setkal s bývalým spolužákem s kadetky Vladimírem Ivanovičem Blandovem. Spolu se rozhodli opustit vojenskou námořní kariéru. Krátce po zrušení nevolnictví se Nikolaj Vasiljevič bez otcovského požehnání oženil s dcerou bývalého nevolníka a za finanční podpory mladšího bratra oba novomanželé spolu s Vladimírem Blandovem odjeli do Západní Evropy studovat technologie a organizaci výroby sýrů a másla. Studovali i pracovali v provozech v Německu, Velké Británii, Francii, Nizozemsku, Dánsku a Švédsku.
Zajímal se o organizační systém, ve kterém rolníci dávají mléko do zpracovatelského závodu, a pak se podílí na výnosu z prodeje sýrů a másla. Pracoval v malé továrně na sýry nedaleko  Ženevy jako učeň a již po třech měsících dostal diplom sýrovarského mistra. Před návratem do Ruska napsal studii, která podle by moderních standardů odpovídá disertační práci.
Po návratu do Ruska na podzim roku 1865 vydal publikaci s názvem O výrobě sýrů a sýrárenských společnostech ve Švýcarsku (О сроделии и сыроварных ассоциациях в Швейцарии), která však byla zaznamenána pouze akademickou obcí. Nikolaj Vasiljevič se svou ženou Tatianou Ivanovnou se usadili ve dvou opuštěných a zanedbaných staveních ve Tverské oblasti na břehu Volhy. S finanční podporou Carské volné ekonomické společnosti a odborné výpomoci dánských imigrantů Friedricha a Idy Baumanů vybudoval v obci Otrokoviči na břehu Volhy První rolnickou družstevní továrnu na sýry a v roce 1868 v obci Jedimonovo první modelovou výukovou farmu mléčného skotu. V roce 1870 v Tverské gubernii již pracovalo 11 družstev.
Mezi obrovské množství experimentů zařadil i zahřátí zdrojové smetany pro výrobu másla na teplotu pod bodem varu. Výsledkem byla příjemná neobvyklá vůně a jemná oříšková příchuť. Tyto vlastnosti Věrješčaginovi připomněly máslo z Normandie z ochutnávky na světové výstavě v Paříži v roce 1870. Po stabilizaci technologie nazval svůj objev Pařížské máslo právě pod dojmem vzpomínky na pařížskou výstavu. A na Pařížské výstavě v roce 1878 získalo ruské Pařížské máslo cenu Grand prix a v zahraničí se úspěšně prodávalo pod názvem Petrohradské máslo či máslo Petrohrad.  
Výukové středisko v Jedorminu se stalo věhlasným vědeckým ústavem a veškerý odborný lidský potenciál pro mlékárenskou výrobu v zemi vznikal v tomto místě. Věrješčagin se zasazoval za podpory Dmitrije Ivanoviče Mendělejeva  o místní otužilá plemena skotu a díky jeho úsilí jsou dodnes nejúspěšnějšími plemeny v oblasti plemeno „Jaroslavl“ a „Cholmogorskoje“.
Veškeré získané prostředky opět investoval do svých velkolepých projektů. Zemřel v březnu 1907 ve věku 70 let. Pro rozvoj výroby sýrů na Kavkaze a másla na Sibiři jako i pro školení příslušných mistrů v Jedimonovu Nikolai Vasiljevič uvolnil všechny své úspory a zároveň zajistil splacení carských půjček ručením rodinného majetku. Dva roky po smrti se jeho syn Kuzma Nikolajevič odvážil obrátit na premiéra Stolypina se žádostí o zproštění rodiny Nikolaje Věrješčagina z povinnosti splatit dluh. Žádost byla vyřízena kladně a vdovský důchod byl více než zdvojnásoben.